# Pseudopanolis
Pseudopanolis is een geslacht van vlinders van de familie Uilen (Noctuidae), uit de onderfamilie Hadeninae.

## Soorten
- P. azusa Sugi, 1970
- P. flavimacula Wileman, 1912
- P. heterogyna Bang-Haas, 1927
- P. pungeleri Standfuss, 1912
- P. takao Inaba, 1927